# カシアガム
カシアガム(Cassia gum)は、エビスグサの内胚乳から作られる食品添加物である。増粘安定剤やゲル化剤として用いられ、E番号は、E427である。
カシアガムは、現在では主にペットフードに添加される。EU、日本、中国、オーストララシアで認可されている。ロシアでは、エンドユーザが用いるには特別な許可がいる。
フランス、ベルギー、オーストリアでは、既にヒトへの利用に対する認可が出されているが、EU全体の認可は2009年末に予定されている。